# Riken Yamamoto
Riken Yamamoto (japonès: 山本理顕)  (Pequín, 15 d'abril de 1945) és un arquitecte japonès. El 5 de març de 2024 va rebre el Premi Pritzker, considerat el premi més prestigiós de l'arquitectura, convertint-se en el novè arquitecte japonès a rebre aquest honor.

## Biografia
Yamamoto va néixer de pares japonesos a Pequín, Xina. Els seus pares s'havien mudat del Japó a la Xina pel treball del seu pare com a enginyer. El 1947, la família va tornar a un Japó devastat per la Segona Guerra Mundial. El 1949, després de la mort del seu pare quan tenia quatre anys, Yamamoto es va mudar a la ciutat natal de la seva mare, Yokohama, al sud de Tòquio.
Va estudiar arquitectura a la Universitat Nihon, on es va graduar el 1967, i posteriorment va ampliar els seus estudis a la Universitat de les Arts de Tòquio, obtenint el màster en 1971 amb Hiroshi Hara, que li va fer de mentor, i amb qui va recórrer en cotxe en 1972 la costa del Mediterrani visitant França, Espanya. Marroc, Algèria, Tunísia, Itàlia, Grècia i Turquia.
El 1973 va constituir el seu primer estudi, Yamamoto & Field Shop Co. Ltd, des del qual va començar a desenvolupar projectes, començant per una escala residencial, fins a arribar a grans complexos d'equipaments. Les seves obres es caracteritzen per generar relacions entre els usuaris, procurant que aquests no s'aïllin els uns respecte als altres. Persegueix la unió de cultures i històries de gent de diferents generacions, amb un estil que pot ser definit com d'internacional, en què destaca un fort racionalisme amb la senzillesa característica de l'arquitectura japonesa.
Va ser nomenat acadèmic per l'International Academy of Architecture en 2013 i ha rebut nombroses distincions al llarg de la seva carrera, com ara el Premi de l'Institut d'Arquitectes del Japó per al Museu d'Art de Yokosuka en 2010, el Premi d'Edificis Públics en 2004 i 2006, el Premi Good Design Gold en 2004 i 2005, el Premi de l'Institut d'Arquitectura del Japó en 1988 i 2002, el premi de l'Acadèmia Japonesa de les Arts en 2001 el i Premis d'Art Mainichi en 1998.
En la dècada de 2000 va iniciar la seva activitat docent com a professor a la Universitat Kogakuin de Tòquio entre 2002 i 2007, a la Universitat Nacional de Yokohama, on va exercir entre 2007 i 2011, i entre 2011 i 2013 com a professor visitant a l'Escola de Postgrau de la a la Universitat Nihon. Entre 2018 i 2022 fou president de la Universitat de Nagoya Zokei, i entre 2022 i 2024, professor visitant a la Universitat de les Arts de Tòquio.
El 2024, va obtenir el premi Pritzker "per crear consciència a la comunitat sobre quina és la responsabilitat de la demanda social, per qüestionar la disciplina de l'arquitectura, per calibrar cada resposta arquitectònica individual i, sobretot, per recordar-nos que en arquitectura, com en democràcia, els espais s'han de crear tenint en compte la voluntat de la gent”.

## Obra seleccionada
- 2005: Edifici d'Investigació de la Universitat del Futur de Hakodate, Hokkaido
- 2005: Oficines SUSTRG, Prefectura de Fukushima
- 2007: Museu d'art de Yokosuka, Prefectura de Kanagawa
- 2008: Namics Techno Core, Prefectura de Niigata
- 2008: Guan Yuan Housing, Beijing
- 2008: Dragon Lily's House, Gunma
- 2009: Utsunomiya University Center for Optics Research Tochigi
- 2012: Biblioteca de Tianjin[2]
- 2018: The Circle a l'Aeroport de Zúric[3]

## Galeria

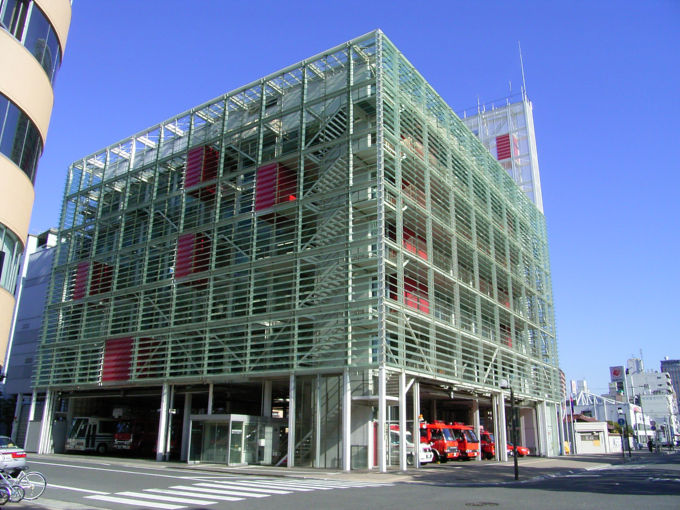
Caserna de bombers de Hiroshima Oest
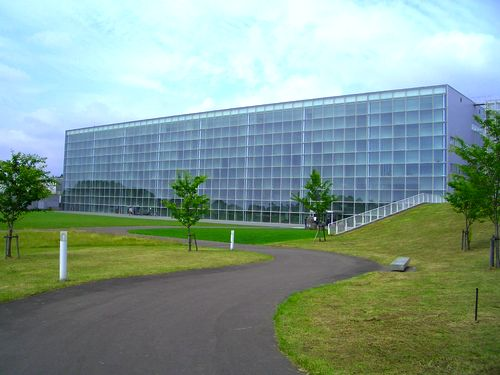
Universitat del Futur de Hakodate, Hokkaido
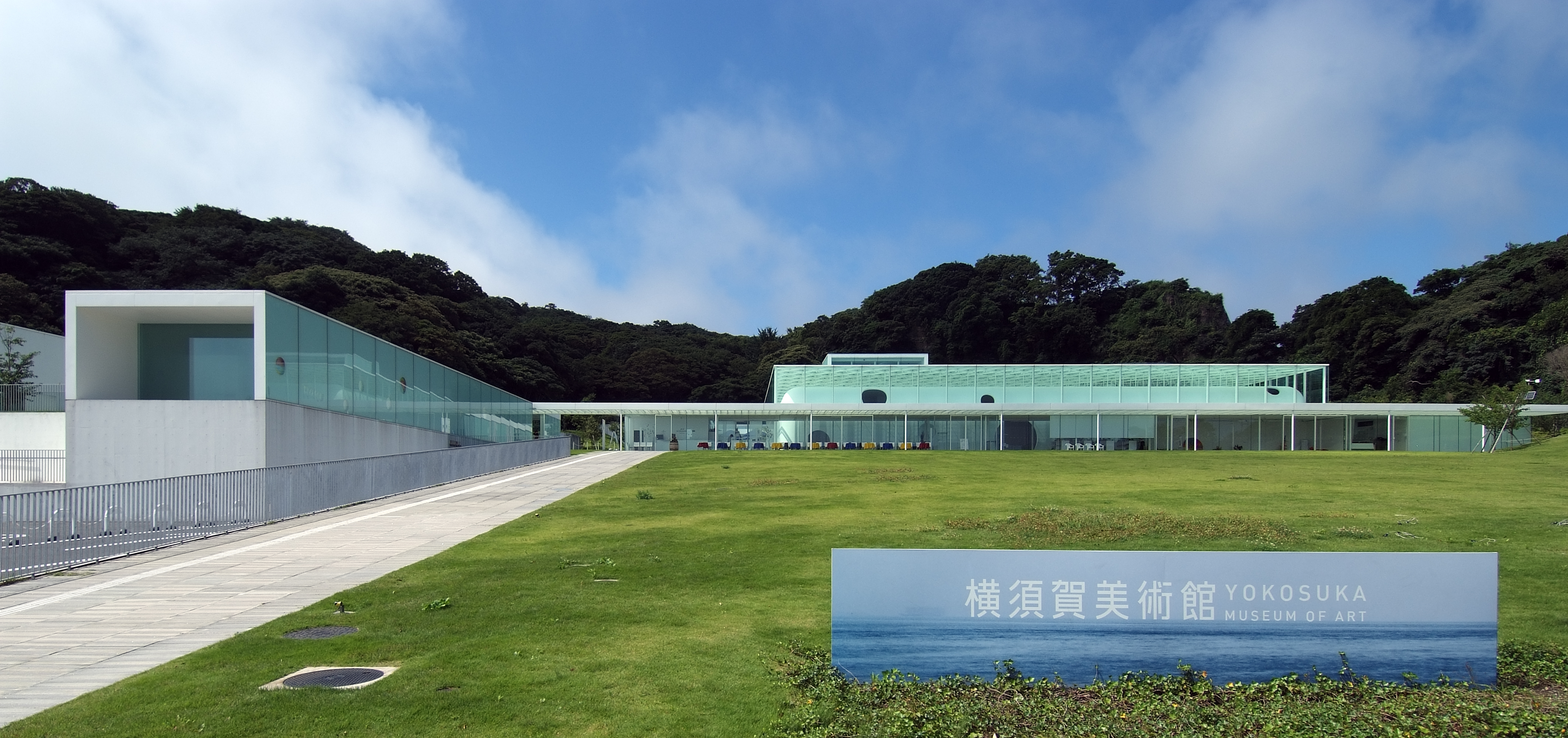
Museu d'art de Yokosuka
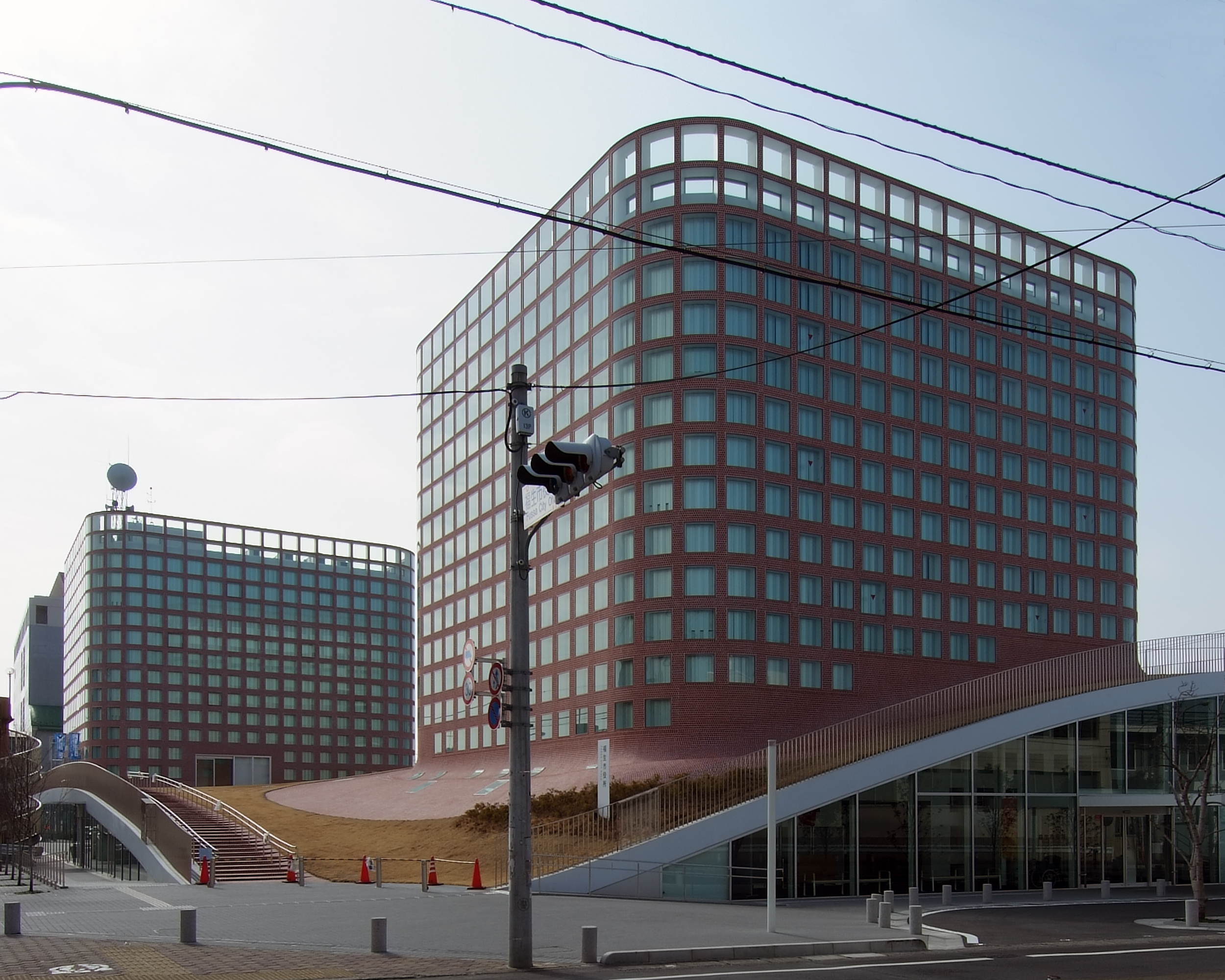
Ajuntament de Fussa
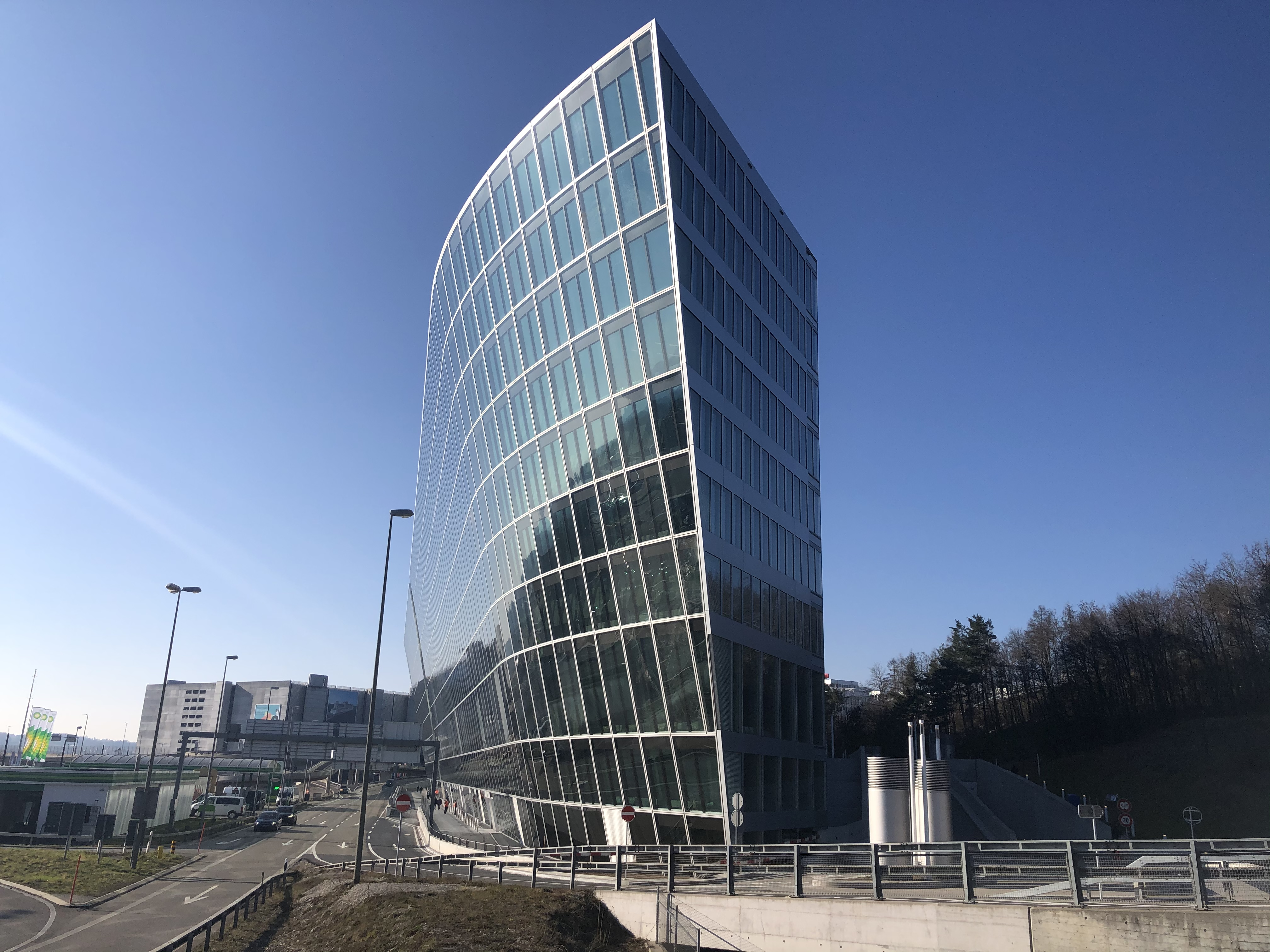
The Circle a l'Aeroport de Zúric
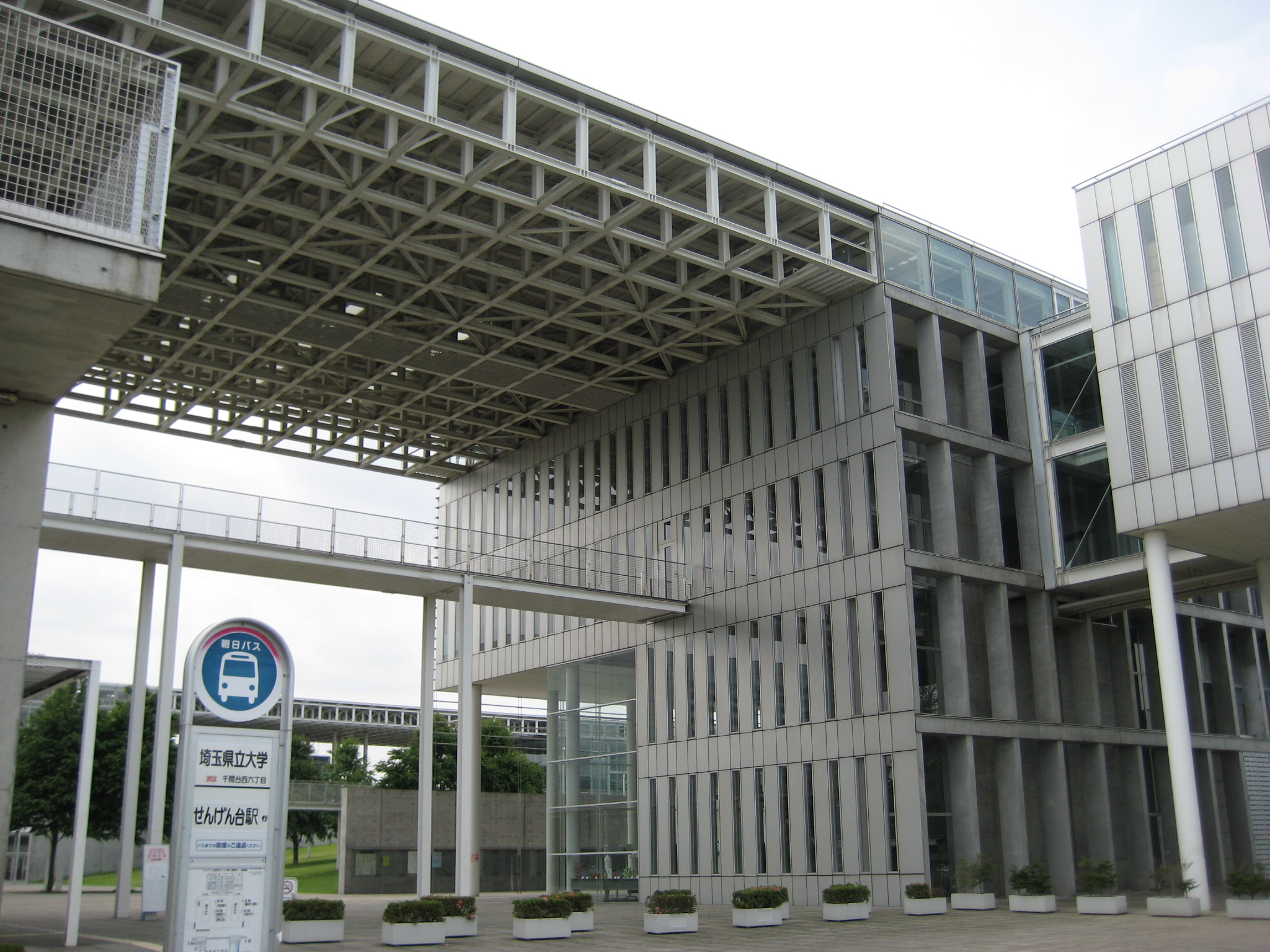
Universitat de Saitama
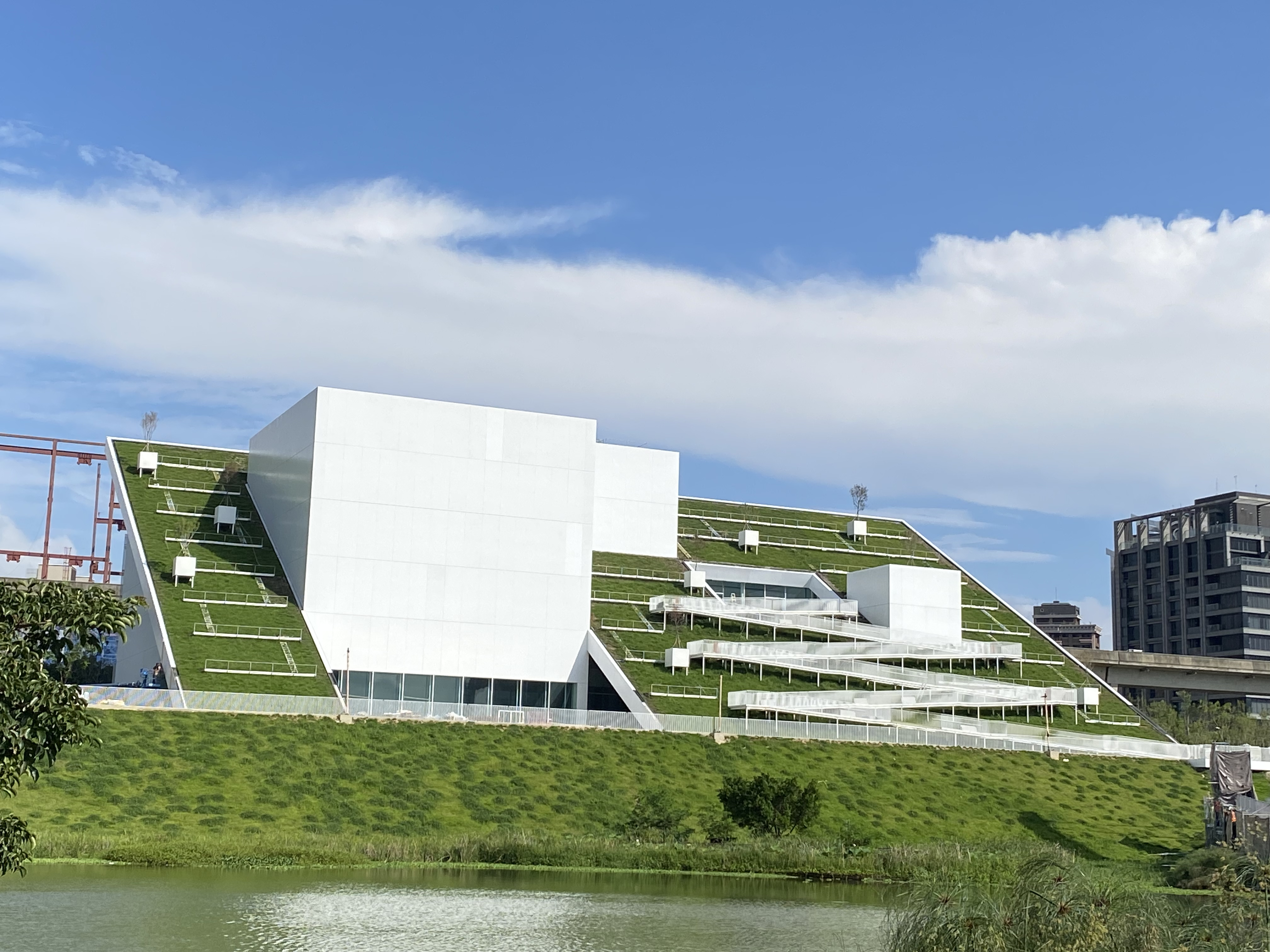
Museu dels nens de Taoyuan
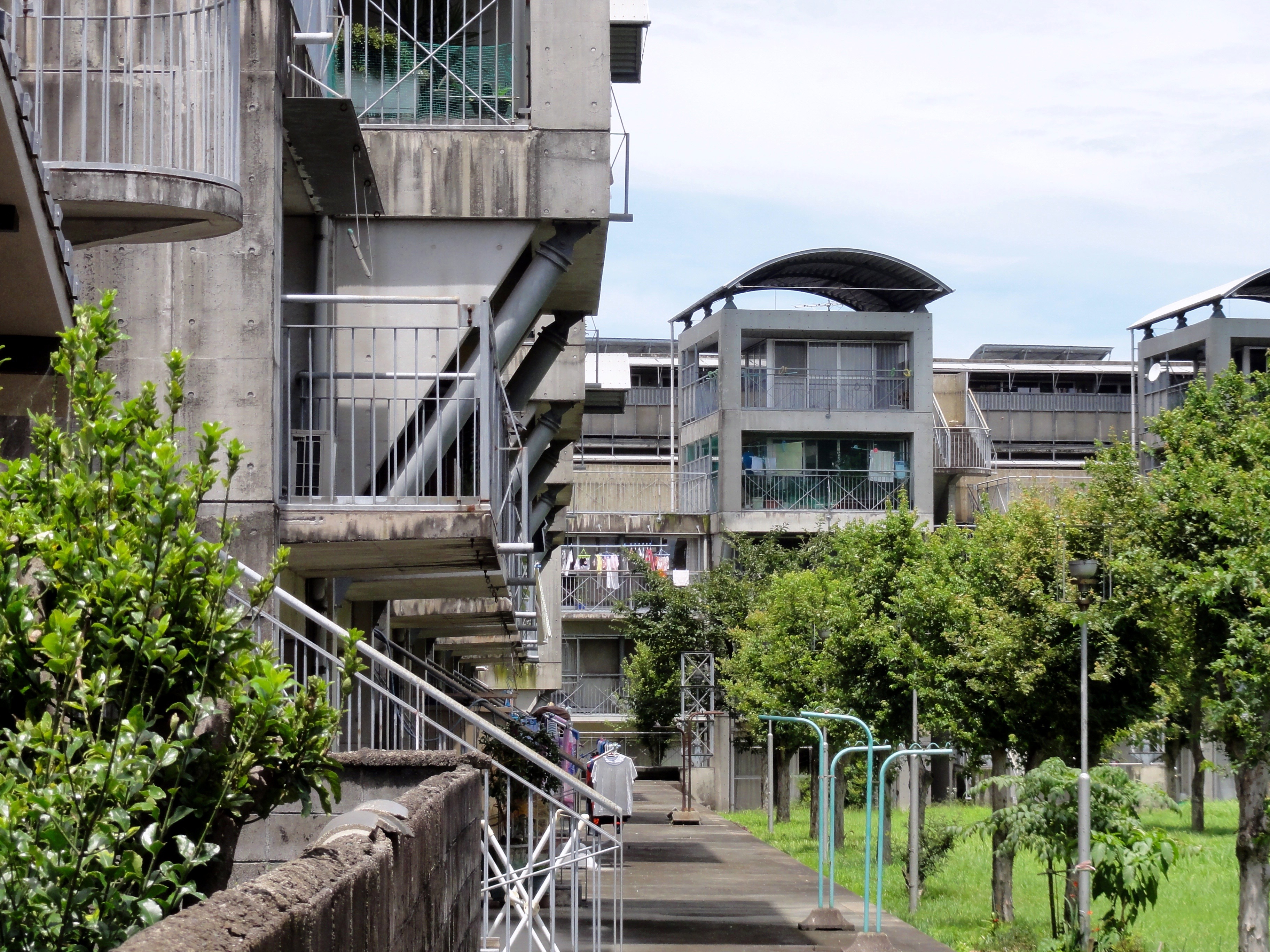
Complex d'habitatges Hotakubo Daiichi de la prefectura de Kumamoto